# Samotny jeździec
Samotny jeździec (ang. Ride Lonesome) – amerykański western z 1959 roku, w reżyserii Budda Boettichera. 

## Fabuła
Ben Bridge (Randolph Scott) – były szeryf, a teraz łowca głów, łapie groźnego rewolwerowca Billy Johna (James Best) i eskortuje go na egzekucję do Santa Cruz. W trakcie postoju Ben natrafia na dwóch przestępców, Sama Boone'a (Pernell Roberts) i Whita (James Coburn). Napotkani złoczyńcy są bardziej zainteresowani obietnicą amnestii w zamian za dostarczenie Billa niż otrzymaniem za niego wyznaczonej nagrody, towarzyszą Brigade'owi. Wkrótce przyłącza się do nich także młoda wdowa, Pani Carrie Lane (Karen Steele), której mąż zginął z rąk Indian. Wkrótce Ben i jego towarzysze natykają na grupę Indian. Okazuje się jednak, że prawdziwe niebezpieczeństwo czai się za nimi. Ich śladem podąża brat Billy'ego, Frank (Lee Van Cleef), który wraz ze swoimi ludźmi zamierza odbić więźnia.

## Obsada
- Randolph Scott jako Ben Brigade
- Karen Steele jako pani Carrie Lane
- Pernell Roberts jako Sam Boone
- James Best jako Billy John
- Lee Van Cleef jako Frank
- James Coburn jako Whit